# اریکا لیرسن
اریکا لیرسن (انگلیسی: Erica Leerhsen؛ زادهٔ ۱۴ فوریهٔ ۱۹۷۶) یک هنرپیشه اهل ایالات متحده آمریکا است. وی از سال ۲۰۰۰ میلادی تاکنون مشغول فعالیت بوده‌است.

## گزیدهٔ آثار

### سینما
- جادو در مهتاب (۲۰۱۴)
- پیچ اشتباهی ۴ (۲۰۰۷)
- کشتار با اره‌برقی در تگزاس (۲۰۰۳)
- پایان هالیوودی (۲۰۰۲)

### تلویزیون
- مظنون (۲۰۱۲)
- همسر خوب (۲۰۱۱)
- سی‌اس‌آی: میامی(۲۰۰۶)
- آلیاس (۲۰۰۳)
- چیزی غیر از این (۲۰۰۳)
- سوپرانوز (۲۰۰۱)
- نگهبان (۲۰۰۱)